# Seconda Volost di Čuj
Seconda Volost di Čuj fu uno un'entità statale (otok) con sovranità limitata nei Monti Altaj, che si trovava sotto la dipendenza dell'Impero russo e dell'Impero Qing. Dopo il 1865, divenne un volost nel componimento della Russia. A capo dell'Otok c'erano gli zaysans della dinastia Ak-Kebek.

## Storia
Nel XVIII secolo, dopo la dissoluzione della Terra di Telengiti e del Khanato degli Zungari, una parte dei Telengiti, che non era entrata a far parte dell'Impero russo, ma aveva riconosciuto la propria dipendenza dall'Impero Qing, formò un'entità statale autonoma: l'otok..

### Influenza dell'Impero Qing
Durante la [Tercera guerra Oirat-Manchuria sul territorio dell'Altai, iniziarono anche ad attaccare i guerrieri Qing. Incapaci di difendersi, la maggior parte degli Altaiani accettò la cittadinanza russa, mentre lo Zaisan del Secondo Volost di Čuj, Yarynak, e lo Zaisan del Primo Volost di Čuj, Telebek, iniziarono a pagare le tasse alla Cina. Per questo, l'imperatore riconobbe ufficialmente l'autorità dei Teles nel primo otok (nel Primo Volost di Čuj) e degli Ak-Kebek nel secondo, equiparando ciascuno dei due zaisans a un funzionario di terzo rango e, in seguito, conferì a ciascuno il titolo di "Ukherida". 

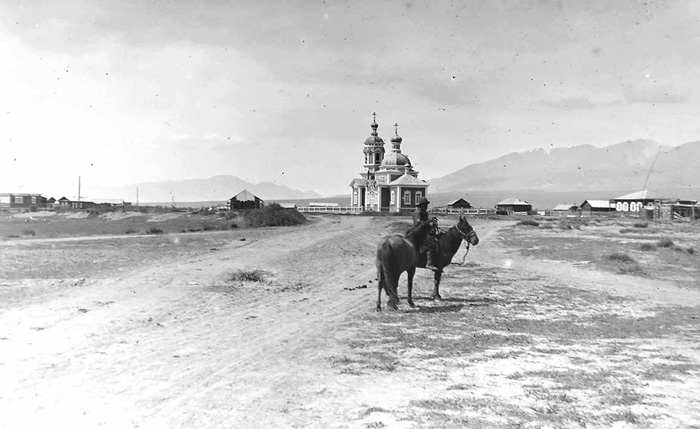
La Chiesa di Petropavlovsk a Koš-Agač, 1911

.

### Obblighi verso la Russia e la Cina
Nel 1750, la Seconda Volost di Čuj cadde in una situazione in cui i residenti dell'otok dovevano pagare le tasse a due stati: erano diventati dvoedans. Questa situazione rese possibile manovrare tra i due imperi e mantenere una sovranità limitata.
A favore dell'Impero Qing, i residenti di Čuj pagarono tasse annuali. Nel 1757, otto ambasciatori Qing arrivarono per la prima volta nella Seconda Volost di Čuj, dove raccolsero yasak al tasso di una pelliccia di zibellino per persona. In seguito, lo yasak per un maschio adulto era pari a 2 pelli di zibellino e 60 pelli di scoiattolo. I bambini e gli anziani erano esenti dal pagare alman.
I Telengiti per l'Impero russo erano obbligati a pagare lo yasak, così come a proteggere la proprietà dei viaggiatori che studiavano la loro regione e, in rari casi, a fornire cavalli ai funzionari russi. I dvoedans non avevano altri doveri verso la Russia. Inoltre, l'Impero russo non interferiva nella gestione della Seconda Volost di Čuj, come è stato registrato nella "Carta sulla gestione degli stranieri" del 1822. A causa di ciò, gli Zaisan della Seconda Volost di Čuj avevano grande autorità tra gli Zaisan dei dyuchins dell'Altai e i sudditi leali dell'Altai della Russia.

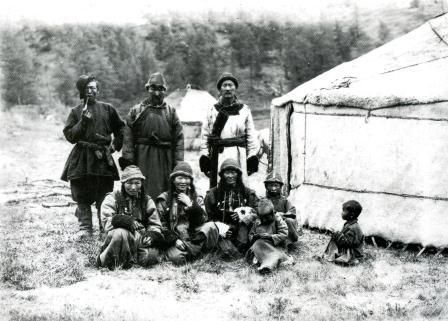
I residenti della Seconda Volost di Čuj (Valle di Karagem, 1897).

.

### L'ingresso del popolo nella composizione della Russia
Un punto di svolta nella storia della Seconda Volost di Čuj fu la visita del Tomsk, Herman Gustavovich Lerche, a Koš-Agač, che ebbe luogo nell'estate del 1864. Il governatore sensibilizzò i residenti locali sulla questione di unirsi alla Russia. Già il 24 gennaio 1865, la Seconda Volost di Čuj, guidata dallo zaisan Čičkan Tesegešev, divenne parte dell'Impero russo.

## Demografia
Nel 1826, Alexander von Bunge visitò la Seconda Volost di Čuj e notò che la popolazione locale era di circa duemila persone. Vasily Radlov, che visitò i dvoedants negli anni 1860, disse che c'erano da due a tremila persone. La missione spirituale dell'Altai contò circa duemila Telengiti nella Volost. Nessuno tenne registri statistici della popolazione nella Seconda Volost di Čuj fino alla fine del XIX secolo. Alla fine del XIX secolo, la popolazione era di 1.645 persone.